# Ludwig Minkus
Aloisius Ludwig Minkus (rus. Léon Feodorovič Minkus), avstrijski skladatelj, dirigent, pedagog in violinist češko-madžarskega rodu, * 23. marec 1826, Dunaj, Avstrija, † 7. december 1917, Dunaj.

## Življenje
Glasbo je študiral na Dunaju, kjer se je rodil očetu Čehu in materi Madžarki. Med letoma 1842 in 1852 je potoval po Nemčiji, Franciji in Angliji.
Leta 1853 je odšel v Rusijo, v Sankt Petersburg, kjer se je začela njegova strma pot baletnega skladatelja. Tako je ustvaril skupaj z znamenitim francoskim koreografom Maurisom Petipajem nekaj danes klasičnih baletnih del. Živel je tudi v Moskvi, kjer je mdr. deloval tudi kot koncertni mojster v znamenitem Boljšoj teatru. Leta 1866 je postal profesor na Moskovskem glasbenem konservatoriju. Postal je ljubljenec carja Aleksandra III., velikega oboževalca baleta. Za svoje delo je prejel nagrado Svetega Stanislava. Leta 1891 je zaradi negotovih političnih razmer in vedno popularnejših baletov Čajkovskega zapustil Rusijo in se vrnil na Dunaj. Tam je vse do svoje smrti zaradi slabe carjeve pokojnine živel komaj dostojno življenje. 

## Baleti (izbor)
- Don Kihot (1869)
- Camargo (1872)
- Metulj (1874)
- Razbojniki (1875)
- Pelejeve dogodivščine (1876)
- Sen kresne noči (1876)
- Bajadera (1877)
- Sneguljčica (1879)
- Zoraiya (1881)
- Paquita (1881) (revidiral glasbo Edouarda Deldeveza)
- Noč in dan (1883)
- Kalkabrino (1891)